# Cesare Accetta
Cesare Accetta (Napoli, 24 dicembre 1954) è un direttore della fotografia e fotografo italiano.

## Biografia
A partire dalla metà degli anni settanta lavora come fotografo di scena nell'ambito del teatro di sperimentazione, collaborando con il Teatro Instabile di Napoli e in seguito con altri gruppi dell'avanguardia, soprattutto napoletana, come il Falso Movimento di Mario Martone e il Teatro dei Mutamenti di Antonio Neiwiller.
Dalla seconda metà degli anni ottanta amplia la sua attività di fotografo di scena anche al cinema, collaborando nuovamente con Martone in Morte di un matematico napoletano (1992), nel quale interpreta anche un piccolo ruolo, e L'amore molesto (1995).
Nei primi anni novanta esordisce come light designer teatrale con lo spettacolo L'uomo, la bestia e la virtù, messo in scena da Laura Angiulli, mentre solo nel 1995 esordisce come direttore della fotografia con il film I racconti di Vittoria, diretto da Antonietta De Lillo, regista con la quale collabora poi regolarmente per le opere successive (Non è giusto, Il resto di niente). 
Pur dedicandosi in maniera crescente al cinema, lavorando con altri autori napoletani, come Pappi Corsicato (Chimera) e Nina Di Majo (Autunno, L'inverno), non abbandona l'attività di light designer teatrale e in più occasioni cura la fotografia delle riprese televisive degli spettacoli, come nel caso dello spettacolo di Licia Maglietta Delirio amoroso (2005), diretto da Silvio Soldini.

## Riconoscimenti
- Nastri d'argento
  - candidato:
    - 2005: migliore fotografia - L'odore del sangue
    - 2006: migliore fotografia - Il resto di niente

- Ciak d'oro
  - vincitore:
    - 2005: Migliore fotografia - Il resto di niente[3]

  - candidato:
    - 2001: migliore fotografia - Chimera
    - 2002: migliore fotografia - L'inverno

- Grolla d'oro 2001: Chimera

- Premio Gianni Di Venanzo 2002: Esposimetro d'oro - L'inverno

## Filmografia

### Direttore della fotografia
- I racconti di Vittoria, regia di Antonietta De Lillo (1995)
- Ogni sedia ha il suo rumore, regia di Antonietta De Lillo (1995)
- La Venere di Willendorf, regia di Elisabetta Lodoli (1997)
- Tatuaggi, regia di Laura Angiulli (1997)
- I vesuviani, episodio Maruzzella, regia di Antonietta De Lillo (1997)
- Una disperata vitalità, regia di Mario Martone (1999)
- Autunno, regia di Nina Di Majo (1999)
- 'O cinema, regia di Antonietta De Lillo - cortometraggio (1999)
- La volpe a tre zampe, regia di Sandro Dionisio (2001)
- Chimera, regia di Pappi Corsicato (2001)
- Non è giusto, regia di Antonietta De Lillo (2001)
- L'inverno, regia di Nina Di Majo (2002)
- Luparella, regia di Giuseppe Bertolucci (2002)
- I cinghiali di Portici, regia di Diego Olivares (2003)
- L'odore del sangue, regia di Mario Martone (2004)
- Il resto di niente, regia di Antonietta De Lillo (2004)
- Caravaggio, l'ultimo tempo, regia di Mario Martone - cortometraggio (2005)
- Quijote, regia di Mimmo Paladino (2006)
- Grido, regia di Pippo Delbono (2006)
- Tre donne morali, regia di Marcello Garofalo (2006)
- Nessuna qualità agli eroi, regia di Paolo Franchi (2007)
- Napoli 24, registi vari (2010)
- Anche se è amore non si vede, regia di Ficarra e Picone (2011)
- E la chiamano estate, regia di Paolo Franchi (2012)
- La pazza della porta accanto - Conversazione con Alda Merini, regia di Antonietta De Lillo (2013)
- La parrucchiera, regia di Stefano Incerti (2017)
- Il signor Rotpeter, regia di Antonietta De Lillo (2017)
- Il re muore, regia di Laura Angiulli (2019)

### Attore
- Morte di un matematico napoletano, regia di Mario Martone (1992)

### Sceneggiatore
- Luparella, regia di Giuseppe Bertolucci (2002)